# 莫科山
莫科山（英語：Mount Moco）是非洲南部的山峰，位於安哥拉西部萬博省，處於首府萬博西南面，是比耶高原的一部分，海拔高度2,620米，是該國第一高峰。